# 許嘉
许嘉（前1世纪？—前28年），昌邑（今山东省金乡县）人，西汉大司马、外戚。
汉宣帝皇后许平君的叔叔许延寿的儿子（元帝堂舅）。初元元年（前48年），中常侍许嘉被汉元帝封为平恩侯，承袭他伯父、许平君的父亲许广汉的爵位。前41年，被任命为大司马、车骑将军。他的女儿许氏则成为太子刘骜的太子妃。前33年，太子刘骜即位，是为汉成帝。女儿许氏则成为皇后。汉成帝专任舅父王凤，对许嘉说：“将军家重身尊，不宜以吏职自累。赐黄金二百斤，以特进侯就朝位。”，让岳父许嘉致仕。前28年，许嘉去世，谥号共（平恩共侯）。